# Reginald Bartholomew
Reginald Bartholomew (Portland, 17 febbraio 1936 – New York, 26 agosto 2012) è stato un diplomatico statunitense, ambasciatore degli Stati Uniti in Italia dal 1993 al 1997.

## Biografia

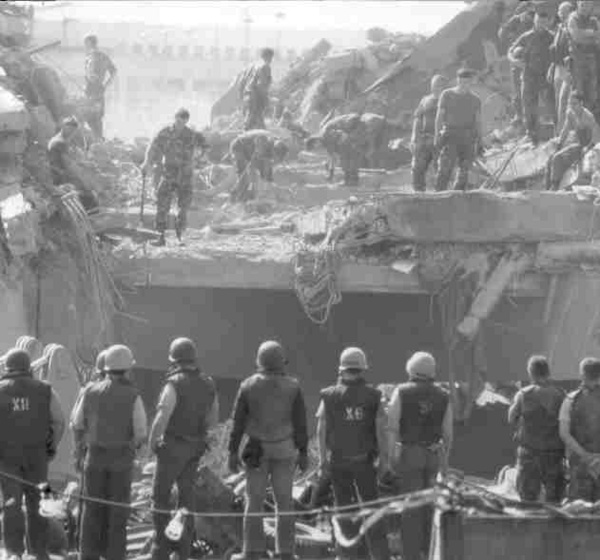
Libano: le rovine della base Usa dopo l'attentato del 23 ottobre 1983

Di origine italiana (i suoi genitori, il cui cognome originale era Bartolomei, provenivano dal Dodecaneso, isole appartenute all'Italia dal 1912 al 1947), studente al Dartmouth College di Hanover e alla Università di Chicago, insegnò poi scienze sociali nello stesso ateneo di Chicago e, dal 1964 al 1968, amministrazione alla Wesleyan University di Middletown. Nel 1968 iniziò la sua carriera al Dipartimento di Stato.
Con la presidenza repubblicana di Reagan, fu nominato ambasciatore degli Stati Uniti in Libano (1983-86) nel difficile periodo seguito al duplice attentato contro la forza multinazionale che causò la morte di 241 marines statunitensi e 56 paracadutisti francesi. Fu poi ambasciatore in Spagna (1986-89) e rappresentante permanente nel Consiglio della NATO (1992-93).
Il 16 settembre 1993, il presidente democratico Bill Clinton lo nominò ambasciatore in Italia. Il 14 ottobre dello stesso anno presentò le credenziali al presidente della Repubblica Oscar Luigi Scalfaro, succedendo a Peter F. Secchia. Esercitò il suo mandato sino al 28 settembre 1997, quando fu sostituito da Thomas M. Foglietta.
Malato di cancro, morì a settantasei anni a New York.